# Nomoneura paradoxa
Nomoneura paradoxa är en tvåvingeart som beskrevs av Mario Bezzi 1924. Nomoneura paradoxa ingår i släktet Nomoneura och familjen Mydidae. Inga underarter finns listade i Catalogue of Life.